# Romuald Gelles
Romuald Gelles (ur. 15 stycznia 1941 w Wołczkowcach) – polski historyk, specjalizujący się w historii najnowszej i historii Niemiec.

## Życiorys
Po zakończeniu II wojny światowej przeprowadził się wraz z rodzicami do Oławy, gdzie spędził swoje dzieciństwo oraz wczesną młodość. Studiował historię na Uniwersytecie Wrocławskim, otrzymując w 1963 tytuł magistra. Dziesięć lat później uzyskał stopień naukowy doktora nauk humanistycznych w dziedzinie historii na podstawie pracy: Wrocław w latach Wielkiej Wojny (1914–1918). Stopień doktora habilitowanego otrzymał w 1984 na podstawie monografii Rola szkoły niemieckiej w kształtowaniu obrazu Polski i Polaków w okresie międzywojennym. W 1991 otrzymał stanowisko profesora nadzwyczajnego, a w 1998 profesora zwyczajnego.
Początkowo pracował w Zakładzie Dydaktyki Historii Instytutu Historycznego Uniwersytetu Wrocławskiego, gdzie w latach 1980–1985 był kierownikiem. Ponadto w latach 1984–1985 piastował stanowisko wicedyrektora tego instytutu. W 1986 rozpoczął pracę w Instytucie Politologii, gdzie przez rok był wicedyrektorem. W 1987 został wybrany prorektorem swojej macierzystej uczelni. Funkcję tę pełnił do 1990 roku.
W latach 1993–1999 był dziekanem Wydziału Nauk Społecznych, a następnie w latach 1999–2002 rektorem. W tym okresie zorganizował m.in. Zakład Badań Niemcoznawczych w Instytucie Studiów Międzynarodowych.
Jest autorem ponad 200 prac z zakresu historii Polski oraz Niemiec i stosunków polsko-niemieckich w XIX i XX w., historii Wrocławia, spraw polskich w szkolnictwie niemieckim, dziejów polskiej służby dyplomatycznej w Niemczech i niemieckiej w Polsce oraz bibliografistyki śląskiej.

## Odznaczenia
- Krzyż Kawalerski Orderu Odrodzenia Polski (2001)[3][4]
- Srebrny Krzyż Zasługi[4]
- Medal Komisji Edukacji Narodowej[4]
- Odznaka „Zasłużony Działacz Kultury”[4]
- Złota Odznaka „Zasłużony dla Miasta Wrocławia i Województwa Wrocławskiego”[4]
- Złota Odznaka Towarzystwa miłośników Wrocławia[4]
- Złota Odznaka Akademickiego Związku Sportowego[4]
- Krzyż Komandorski I Klasy Odznaki Honorowej za Zasługi dla Republiki Austrii (2002)[4][5]

## Wybrane publikacje
- Rola szkoły niemieckiej w kształtowaniu obrazu Polski i Polaków w okresie międzywojennym, Wrocław 1986.
- Wrocław w latach Wielkiej Wojny 1914–1918, Wrocław 1989.
- Dom z białym orłem. Konsulat RP we Wrocławiu, Wrocław 1992.
- Konsulaty we Wrocławiu wczoraj i dziś, Wrocław 1996.